# حسین آیگون
 حسین آیگون (زاده ۲۰ اکتبر ۱۹۷۰، تونجلی) یک حقوقدان و سیاست‌مدار اهل ترکیه با منشأ قومی کردی زازا است. وی به نمایندگی از استان تونج‌ایلی، در انتخابات سراسری ۲۰۱۱ به عنوان نماینده پارلمان انتخاب شد. وی در پی مشاجره با حزب جمهوری‌خواه خلق، در انتخابات سال ۲۰۱۵ شرکت نکرد.

## زندگی‌نامه
حسین آیگون پس از فارغ‌التحصیلی از دانشکده حقوق در دانشگاه آنکارا، به عنوان وکیل در زادگاه خود شروع به کار کرد. او متأهل و دارای دو فرزند است.
آیگون نویسنده تعدادی کتاب که عمدتاً در مورد کشتار درسیم است؛ می‌باشد. از جمله آن کتاب‌ها:
Dersim 1938 ve Zorlu İskan
0.0.1938 Resmiyet ve Hakikat
Dersim 1938 ve Hacı Hıdır Ataç’ın Defteri Fişlemenin Kısa Tarihi
کتاب او به زازاکی، Eve tarixe ho teri Amaene

### ربوده شدن
آیگون حدود ساعت ۱۹ به وقت محلی در تاریخ ۱۲ اوت ۲۰۱۲ هنگام بازگشت از دیداری در اوواجک، تونجلی توسط شبه نظامیان پ ک ک ربوده شد. معاون وی و یک روزنامه‌نگار، او را همراهی می‌کردند. شبه نظامیان ماشین او را در بزرگراه متوقف و مسافران را مجبور به پیاده شدن کردند. همراهان وی آزاد شدند اما او را با تهدید به کشته شدن در صورت مقاومت، به جنگل‌ها کشاندند.
آیگون در ۱۴ اوت ۲۰۱۲ بدون آسیب، آزاد شد. وی در اولین اظهارات خود گفت که از سلامتی خوبی برخوردار است و با احترام با او برخورد شده‌است. «یاران جوانی که این آدم ربایی را انجام داده‌اند؛ فرزندان این کشور نیز هستند و آنها گفتند که می‌خواهند با این اقدام، پیام صلح و فراخوان آتش بس را ارسال کنند.» اظهارات آیگون باعث ایجاد اختلاف نظر در حزب حزب جمهوری‌خواه خلق شد. در حالی که متین فیضیواوغلو به شدت وی را به دلیل «نزدیک شدن به یک سازمان تروریستی با همدلی» مورد انتقاد قرار داد؛ سخنگوی حزب، هالوک کوچ، تأکید کرد که آیگون خواستار صلح بوده‌است.

### مشاجره در حزب سیاسی وی
آیگون در مورد مسئولیت حزب خود در مورد کشتار درسیم و بعداً در مورد وضعیت علویان اظهاراتی کرد که سبب ایجاد اختلاف نظر با معاونان خود و کمال قلیچ‌داراوغلو رهبر حزب شد. با توجه به این اظهارات کاملاً خلاف با سیاست حزب وی، برخی از اعضای حزب جمهوری‌خواه خلق، خواستار اخراج وی از این حزب شدند.
در سال ۲۰۱۴، آیگون در پی اعتراضات پارک گزی، در بنیاد جنبش متحد ژوئن شرکت کرد. وی از جنبش خواست که از تبدیل شدن به حزب خودداری کنند.
در پی انتقادات آیگون از قانونگذاران همکار حزب جمهوری‌خواه خلق و شهرداران، وی در ژانویه سال ۲۰۱۵ به کمیته انضباطی حزب خود فراخوانده شد. پس از آن، او در انتخابات سراسری ترکیه در ژوئن ۲۰۱۵، به دنبال دوباره برگزیده شدن نبود. در آن انتخابات، حزب دموکراتیک خلق‌ها به دلیل طرفداری از کردها، موفق به کسب هر دو کرسی پارلمانی استان تونج‌ایلی شد.